# Carlo Bon Compagni di Mombello
Le comte Carlo Bon Compagni di Mombello (né le 25 juillet 1804 à Turin et mort le 14 décembre 1880 dans la même ville) est un homme politique italien du XIXe siècle, patriote de l'Unité italienne du royaume de Sardaigne.

## Biographie
Carlo Bon Compagni di Mombello a été ministre de l'Instruction publique du gouvernement de Cesare Balbo et de Gabrio Casati, puis ministre de la Justice dans les cabinets de Massimo d'Azeglio et de Camillo Cavour. Il fut plusieurs fois président de la Chambre des députés, président du groupe l'Union libérale du royaume de Sardaigne, et sénateur du royaume d'Italie à partir du 15 novembre 1874.
La première loi organique publiée en 1848, concernant la réforme de l'enseignement laïc supérieur (appelée « loi Bon Compagni »), prévoit le contrôle de l'enseignement public par le Conseil de l'enseignement supérieur, et supprime le pouvoir de l'évêché pour les nominations des professeurs.
Au cours de la deuxième guerre d'indépendance italienne, Bon Compagni est ambassadeur piémontais à Florence. Le 11 mai 1859, Bon Compagni met en place un gouvernement provisoire en Toscane avec, aux Affaires étrangères, Cosimo Ridolfi et comme ministre de l'Intérieur avec Bettino Ricasoli.
Le 9 novembre 1859 il prend le titre de gouverneur des provinces de l'Italie centrale.